# チャールズ・リトルトン (第10代コバム子爵)
第10代コバム子爵チャールズ・リトルトン（英語: Charles Lyttelton, 10th Viscount Cobham, KG, GCMG, GCVO, TD, PC, DL、1909年8月8日 - 1977年3月20日）は、イギリスの政治家、軍人、クリケット選手、貴族。

## 経歴
1909年8月8日に第9代コバム子爵ジョン・リトルトンとその妻ヴァイオレット(旧姓レオニード)の間の長男としてロンドン・ケンジントンに生まれる。
イートン校を経てケンブリッジ大学トリニティ・カレッジへ進学。
1932年からウスターシャーXIでクリケット選手として活躍した。1936年から1939年まではウスターシャー州クリケット・キャプテンだった。。
また国防義勇軍の騎兵隊の将校でもあり、第二次世界大戦が勃発すると出征した。
1949年7月に父が死去し、第10代コバム子爵位を継承し、貴族院議員に列した。
1957年から1962年にかけてニュージーランド総督に就任した。ニュージーランドにおけるアウトワード・バウンド運動に尽力した。
1963年から1974年にかけてはウスターシャー知事を務めた。
1964年にガーター騎士団ナイトに叙され、1972年から1977年までガーター騎士団騎士団長を務めた。
1967年に枢密顧問官に列し、同年から1972年にかけて王室家政長官を務めた。
1969年4月に国防義勇軍のウスターシャー・ヨーマンリー及び女王所有ウォリックシャー連隊の名誉連隊長に就任した
1977年3月20日、ロンドン・メリルボーンで死去。爵位は長男ジョンが継承した。

## 栄典

### 爵位/準男爵位
1949年7月31日に父の死により以下の爵位を継承した。
- 第10代コバム子爵 (10th Viscount Cobham)

(1718年5月23日の勅許状によるグレートブリテン貴族爵位)
- ケント州におけるコバムの第10代コバム男爵（英語版） (10th Baron Cobham, of Cobham in the County of Kent)

(1718年5月23日の勅許状によるグレートブリテン貴族爵位)
- ロングフォード県におけるバリーモアの第7代ウェストコート男爵 (7th Baron Westcote, of Ballymore in the County of Longford)

(1776年4月29日の勅許状によるアイルランド貴族爵位)
- ウスター州におけるフランクリーの第7代リトルトン男爵（英語版） (7th Baron Lyttelton, of Frankley in the County of Worcester)

(1794年8月13日の勅許状によるグレートブリテン貴族爵位)
- 第13代リトルトン準男爵 (13th Baronet Lyttelton)

(1618年7月25日の勅許状によるイングランド準男爵位)

### 勲章
- 国防義勇軍勲章（英語版）（TD）[2]
- 1957年、聖マイケル・聖ジョージ騎士団(勲章)ナイト・コマンダー(KCMG)[2][3]
- 1964年、ガーター騎士団(勲章)ナイト(KG)[2][3]
- 1972年、ロイヤル・ヴィクトリア騎士団(勲章)ナイト・グランド・クロス(GCVO)[2][3]

## 家族
1942年にエリザベス・マケイグ＝ジョーンズと結婚。彼女との間に以下の8子を儲けた。
- 第1子(長男)ジョン・ウィリアム・レナード・リトルトン（英語版）（1943-2006）： 第11代コバム子爵位を継承
- 第2子(長女)ジュリエット・メリエル・リトルトン（1944-）
- 第3子(次女)エリザベス・キャサリン・リトルトン（1946-）
- 第4子(次男)クリストファー・チャールズ・リトルトン（英語版）（1947-） ： 第12代コバム子爵位を継承。現当主。
- 第5子(三男)リチャード・キャヴェンディッシュ・リトルトン（1949-）
- 第6子(四男)ニコラス・マケイグ・リトルトン（1951-2014）
- 第7子(三女)ルーシー・リトルトン（1954-）
- 第8子(四女)サラ・リトルトン（1954-2015）